# Jacques Ferrari
 (juin 2017).
Si vous disposez d'ouvrages ou d'articles de référence ou si vous connaissez des sites web de qualité traitant du thème abordé ici, merci de compléter l'article en donnant les références utiles à sa vérifiabilité et en les liant à la section « Notes et références ».
Jacques Ferrari est un footballeur français né le 7 juillet 1933 à Alger (Algérie française) et mort le 11 février 2007 à Mougins. Il a évolué comme demi ou inter au Havre AC.

## Carrière de joueur
- Gallia Sports d'Alger
- 1958-1959 : Le Havre AC
- AS Cannes

## Palmarès
- Vainqueur de la Coupe de France 1959 avec Le Havre AC
- Champion de France D2 en 1959 avec Le Havre AC